# Erich Büttner
Pour les articles homonymes, voir Büttner.
Erich Büttner, né le 7 octobre 1889 à Berlin et mort le 7 septembre 1936 à Fribourg-en-Brisgau, est un peintre expressionniste de la Sécession berlinoise, actif essentiellement avant et après la Première Guerre mondiale.

## Biographie
Büttner a grandi dans le quartier berlinois de Kreuzberg, et a d'abord appris l'art du verre. De 1906 à 1911, il étudia la  peinture, le graphisme et l'illustration de livre, auprès de Emil Orlik à l'établissement d'enseignement de l'artisanat d'art du musée de Berlin. En 1908, il est membre de la Sécession berlinoise et participe à des expositions du groupe.
Büttner fit sa première exposition individuelle en 1913 à la galerie Gurlitt. Sa période de création se situe dans les années 1920. Il se retire à Fribourg-en-Brisgau et meurt à l'âge de 47 ans.

## Galerie

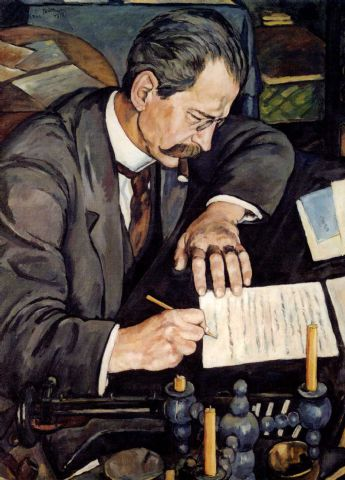
Portrait d'Arno Holz 1916
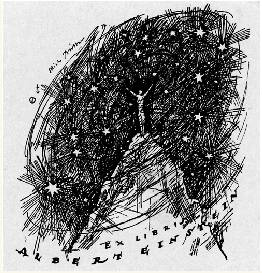
Albert Einstein, 1917
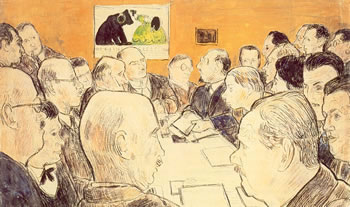
Réunion de la Sécession berlinoise, 1921
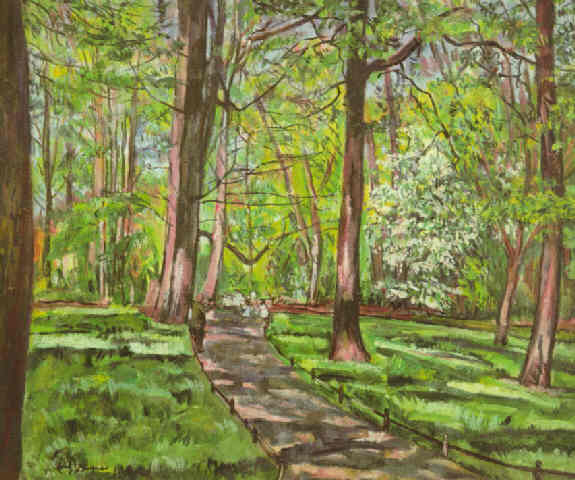
Tiergarten, 1928
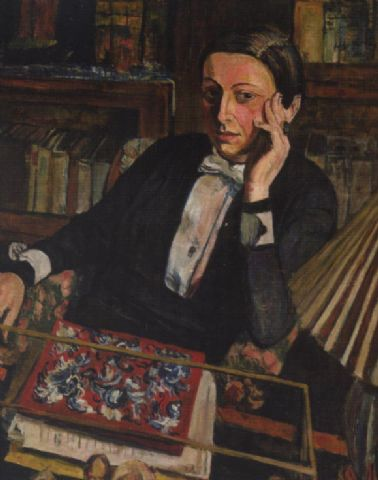
Portrait de Gabriele Esterhardt, 1931
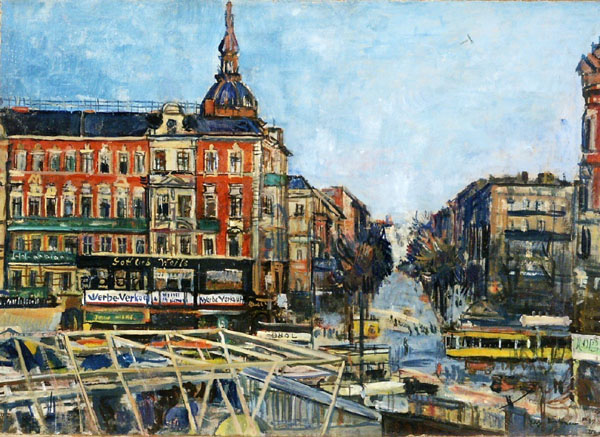
Scène de rue à Berlin-Schöneberg, 1929

- (de) Cet article est partiellement ou en totalité issu de l’article de Wikipédia en allemand intitulé « Erich Büttner » (voir la liste des auteurs).
- Notices d'autorité :   - VIAF
  - ISNI
  - IdRef
  - LCCN
  - GND
  - Israël
  - NUKAT
  - Tchéquie
  - WorldCat
- Ressources relatives aux beaux-arts :   - Artists of the World Online
  - British Museum
  - Collection de peintures de l'État de Bavière
  - Galerie berlinoise
  - RKDartists